# FC Hansa Rostock
FC Hansa Rostock este un club de fotbal din Rostock , Germania care evoluează în 3. Liga.
După ce clubul a fost în Bundesliga timp de zece ani, din 1995 până în 2005, Rostock a suferit un declin constant. În 2012, clubul a retrogradat în 3. Liga pentru a doua oară. În 2021 a promovat în 2. Bundesliga.

## Lotul actual
La 4 august 2023
| Nr. |          | Poziție | Jucător                                          |
| --- | -------- | ------- | ------------------------------------------------ |
| 1   | Germania | P       | Markus Kolke (căpitan)                           |
| 4   | Germania | F       | Damian Roßbach                                   |
| 5   | Germania | F       | Oliver Hüsing                                    |
| 6   | Germania | M       | Dennis Dressel                                   |
| 7   | Germania | F       | Nico Neidhart                                    |
| 8   | Germania | M       | Simon Rhein                                      |
| 9   | Germania | A       | Kai Pröger                                       |
| 10  | Suedia   | M       | Nils Fröling                                     |
| 11  | Germania | A       | Serhat-Semih Güler                               |
| 13  | Germania | A       | Kevin Schumacher                                 |
| 14  | Suedia   | M       | Svante Ingelsson                                 |
| 16  | Austria  | A       | Lukas Hinterseer                                 |
| 17  | Germania | M       | Morris Schröter                                  |
| 18  | Columbia | A       | Juan José Perea (împrumutat de la VfB Stuttgart) |
| 19  | Grecia   | M       | Sebastian Vasiliadis                             |
| 20  | Germania | M       | Lukas Scherff                                    |
| 21  | Germania | F       | Alexander Rossipal                               |

| Nr. |               | Poziție | Jucător                                                 |
| --- | ------------- | ------- | ------------------------------------------------------- |
| 22  | Elveția       | F       | Jasper van der Werff (împrumutat de la SC Paderborn 07) |
| 23  | Germania      | P       | Nils Körber                                             |
| 24  | Filipine      | F       | John-Patrick Strauß                                     |
| 25  | Germania      | F       | Thomas Meißner                                          |
| 26  | Germania      | M       | Janik Bachmann                                          |
| 27  | Germania      | M       | Christian Kinsombi                                      |
| 28  | Noua Zeelandă | M       | Sarpreet Singh                                          |
| 29  | Germania      | F       | Felix Ruschke                                           |
| 30  | Germania      | P       | Max Hagemoser                                           |
| 31  | Luxemburg     | M       | Sébastien Thill                                         |
| 33  | Camerun       | F       | Salomon Patrick Amougou Nkoa                            |
| 35  | Germania      | M       | Joshua Krüger                                           |
| 36  | Polonia       | M       | Miłosz Brzozowski                                       |
| 37  | Germania      | M       | Louis Köster                                            |
| 38  | Germania      | P       | Elias Höftmann                                          |
| 39  | Germania      | A       | Pascal Breier                                           |